# Comuna Petrivske, Petrove
Petrivske (în ucraineană Петрівське) este o comună în raionul Petrove, regiunea Kirovohrad, Ucraina, formată din satele Lanî, Oleksandro-Mariivka, Petrivske (reședința) și Zelenîi Hai.

## Demografie
Componența lingvistică a comunei Petrivske
     Ucraineană (91,97%)
     Rusă (7,53%)
     Alte limbi (0,37%)
Conform recensământului din 2001, majoritatea populației comunei Petrivske era vorbitoare de ucraineană (91,97%), existând în minoritate și vorbitori de rusă (7,53%).